# Тепловой насос

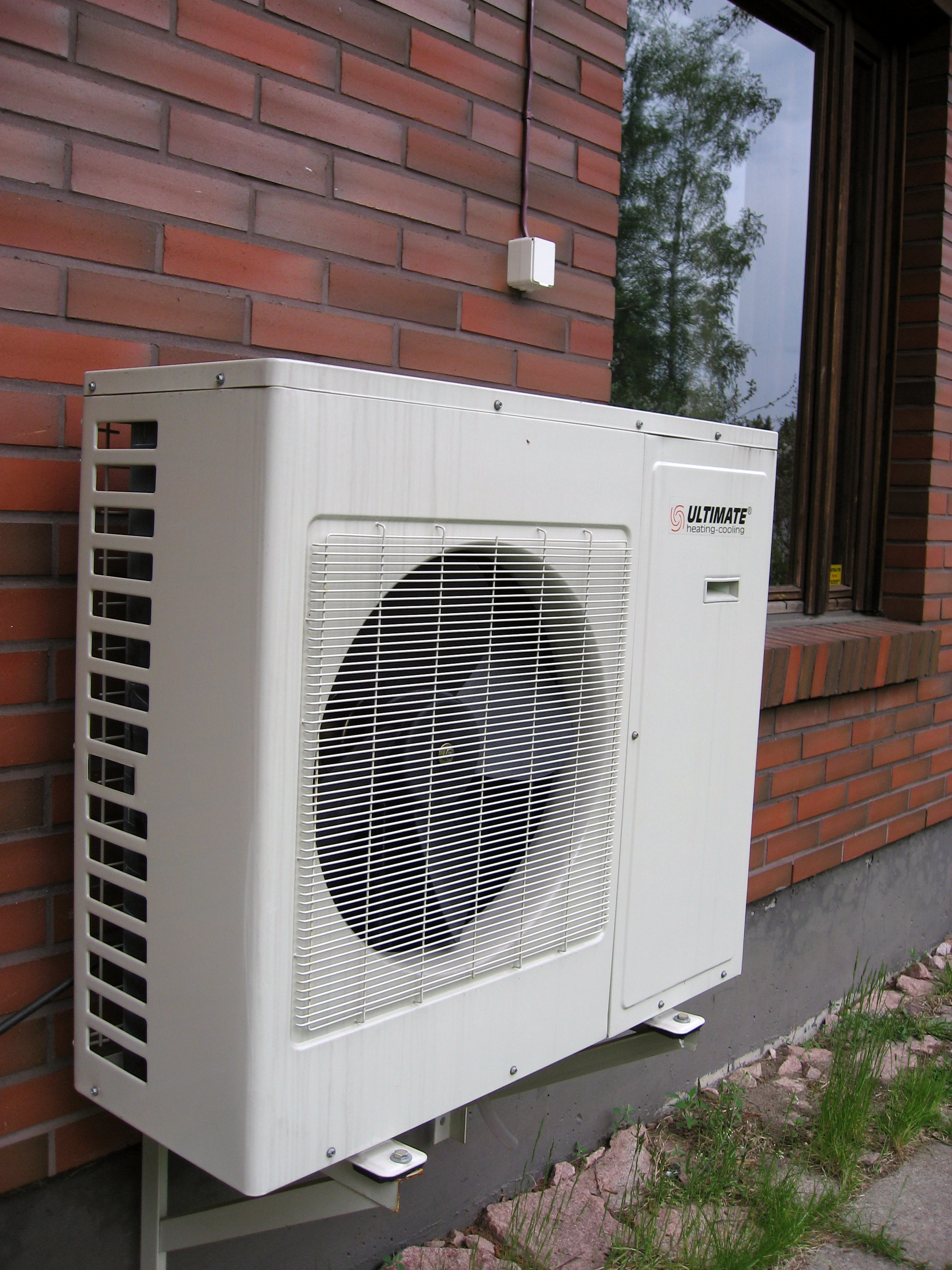
Кондиционер представляет собой воздушный тепловой насос

Тепловой насос или теплонасос — тепловая машина, устройство для переноса тепловой энергии от источника к потребителю. В отличие от самопроизвольной передачи тепла, которая всегда происходит от горячего тела к холодному, принцип действия теплового насоса основан на обратном термодинамическом цикле: устройство поглощает тепло из внешнего источника энергии (воздуха, воды, почвы) и переносит его в систему отопления для нагрева теплоносителя. Наиболее распространённая конструкция теплового насоса состоит из компрессора, теплового расширительного клапана, испарителя и конденсатора. Теплоноситель, циркулирующий внутри этих компонентов, называется хладагентом.
Известными примерами тепловых насосов являются холодильники и кондиционеры. Тепловые насосы могут использоваться как для нагревания, так и для охлаждения. Когда тепловой насос используется для нагревания, он реализует тот же тип термодинамического цикла, что и холодильник, но в противоположном направлении, высвобождая тепло в нагреваемом помещении и забирая тепло из более холодного  окружающего воздуха.
По прогнозам Международного энергетического агентства, тепловые насосы будут обеспечивать 10 % потребностей в энергии на отопление в странах ОЭСР к 2020 году и 30 % — к 2050 году.

## Общие сведения
Основу современного парка теплонасосного оборудования составляют парокомпрессионные тепловые насосы, но применяются также и абсорбционные, электрохимические и термоэлектрические.
При использовании обычного отопления при помощи источника энергии, с помощью которого можно получить механическую работу {\displaystyle A}, количество теплоты {\displaystyle Q_{out}}, поступающее в отопительную систему, равно этой работе {\displaystyle Q_{out}=A}.
Если же эту работу использовать для приведения в действие теплового насоса, то получаемая нагреваемым телом теплота {\displaystyle Q_{out}} будет больше, чем совершаемая работа {\displaystyle A:Q_{out}>A}. Пусть температура воды в системе отопления равна {\displaystyle T_{out}}, а температура окружающей отапливаемое помещение среды равна {\displaystyle T_{in}}, причём {\displaystyle T_{in}<T_{out}}. Тогда получаемое отопительной системой количество теплоты {\displaystyle Q_{out}=A{\frac {T_{out}}{T_{out}-T_{in}}}=A{\frac {1}{1-{\frac {T_{in}}{T_{out}}}}}}. Таким образом, чем меньше температура отопительной системы {\displaystyle T_{out}} отличается от температуры окружающей среды {\displaystyle T_{in}}, тем больший выигрыш даёт тепловой насос по сравнению с непосредственным превращением работы в теплоту.
Величину {\displaystyle K={\frac {T_{out}}{T_{out}-T_{in}}}} называют коэффициентом трансформации теплового насоса. Коэффициент трансформации теплового насоса, или теплонасосной системы теплоснабжения (ТСТ) «Ktr» представляет собой отношение полезного тепла, отводимого в систему теплоснабжения потребителю, к энергии, затрачиваемой на работу теплонасосной системы теплоснабжения, и численно равен количеству полезного тепла, получаемого при температурах Тоut и Тin, на единицу энергии, затраченной на привод ТН или ТСТ. Реальный коэффициент трансформации отличается от идеального, описанного формулой (1 1), на величину коэффициента h, учитывающего степень термодинамического совершенства ГТСТ и необратимые потери энергии при реализации цикла.
В приведены зависимости реального и идеального коэффициентов трансформации (К тр) теплонасосной системы теплоснабжения от температуры источника тепла низкого потенциала Тin и температурного потенциала тепла, отводимого в систему отопления Тоut. При построении зависимостей, степень термодинамического совершенства ТСТ h была принята равной 0,55, а температурный напор (разница температур хладона и теплоносителя) в конденсаторе и в испарителе тепловых насосов был равен 7 °C. Эти значения степени термодинамического совершенства h и температурного напора между хладоном и теплоносителями системы отопления и теплосбора представляются близкими к действительности с точки зрения учёта реальных параметров теплообменной аппаратуры (конденсатор и испаритель) тепловых насосов, а также сопутствующих затрат электрической энергии на привод циркуляционных насосов, систем автоматизации, запорной и управляющей арматуры.
В общем случае степень термодинамического совершенства теплонасосных систем теплоснабжения h зависит от многих параметров, таких, как: мощность компрессора, качество производства комплектующих теплового насоса и необратимых энергетических потерь, которые, в свою очередь, включают:
- потери тепловой энергии в соединительных трубопроводах;
- потери на преодоление трения в компрессоре;
- потери, связанные с неидеальностью тепловых процессов, протекающих в испарителе и конденсаторе, а также с неидеальностью теплофизических характеристик хладонов;
- механические и электрические потери в двигателях и прочее.

В табл.1-1 представлены «средние» значения степени термодинамического совершенства h для некоторых типов компрессоров, используемых в современных теплонасосных системах теплоснабжения.
Таблица 1-1.
Эффективность некоторых типов компрессоров, используемых в современных теплонасосных системах теплоснабжения

| Мощность, кВт | Тип компрессора       | Эффективность (степень термодинамического совершенства) h, доли ед. |
| ------------- | --------------------- | ------------------------------------------------------------------- |
| 300—3000      | Открытый центробежный | 0,55—0,75                                                           |
| 50—500        | Открытый поршневой    | 0,5—0,65                                                            |
| 20—50         | Полугерметичный       | 0,45—0,55                                                           |
| 2—25          | Герметичный, с R-22   | 0,35—0,5                                                            |
| 0,5—3,0       | Герметичный, с R-12   | 0,2—0,35                                                            |
| <0,5          | Герметичный           | <0,25                                                               |

Как и холодильная машина, тепловой насос потребляет энергию на реализацию термодинамического цикла (привод компрессора). Коэффициент преобразования теплового насоса — отношение теплопроизводительности к электропотреблению — зависит от уровня температур в испарителе и конденсаторе. Температурный уровень теплоснабжения от тепловых насосов в настоящее время может варьироваться от 35 °C до 55 °C, что позволяет использовать практически любую систему отопления. Экономия энергетических ресурсов достигает 70 %.
Промышленность технически развитых стран выпускает широкий ассортимент парокомпрессионных тепловых насосов тепловой мощностью от 5 до 1000 кВт.

## История
Концепция тепловых насосов была разработана ещё в 1852 году выдающимся британским физиком и инженером Уильямом Томсоном (лордом Кельвином) и в дальнейшем усовершенствована и детализирована австрийским инженером Петером Риттер фон Риттингером. Петера Риттера фон Риттингера считают изобретателем теплового насоса, ведь именно он спроектировал и установил первый известный тепловой насос в 1855 году. Но практическое применение тепловой насос приобрёл в 1940-х годах, когда изобретатель-энтузиаст Роберт Вебер (Robert C. Webber) экспериментировал с морозильной камерой. Однажды Вебер случайно прикоснулся к горячей трубе на выходе камеры и понял, что тепло просто выбрасывается наружу. Изобретатель задумался над тем, как использовать это тепло, и решил поместить трубу в бойлер для нагрева воды. В результате Вебер обеспечил свою семью таким количеством горячей воды, которое они физически не могли использовать, при этом часть тепла от нагретой воды попадала в воздух. Это подтолкнуло его к мысли, что от одного источника тепла можно нагревать и воду, и воздух одновременно, поэтому Вебер усовершенствовал своё изобретение и начал прогонять горячую воду по спирали (через змеевик) и с помощью небольшого вентилятора распространять тепло по дому с целью его отопления. Со временем именно у Вебера появилась идея «выкачивать» тепло из земли, где температура не слишком изменялась в течение года. Он поместил в грунт медные трубы, по которым циркулировал фреон, который «собирал» тепло земли. Газ конденсировался, отдавал своё тепло в доме, и снова проходил через змеевик, чтобы подобрать следующую порцию тепла. Воздух приводился в движение с помощью вентилятора и распространялся по дому. В следующем году Вебер продал свою старую угольную печь.
В 1940-х годах тепловой насос был известен благодаря своей чрезвычайной эффективности, но реальная потребность в нём возникла после нефтяного кризиса 1973 года, когда, несмотря на низкие цены на энергоносители, появился интерес к энергосбережению.

## Эффективность
В процессе работы компрессор потребляет электроэнергию. Соотношение перекачиваемой тепловой энергии и потребляемой электрической называется коэффициентом трансформации (или коэффициентом производительности (англ. COP — сокр. от coefficient of performance) и служит показателем эффективности теплового насоса. Для вычисления COP используется следующая формула:
{\displaystyle COP={\frac {Q_{consumer}}{A}}={\frac {Q_{in}\times k}{A}}}
где
{\displaystyle {COP}} — безразмерный коэффициент;
{\displaystyle A} — работа, совершенная насосом [Дж];
{\displaystyle Q_{in}} — теплота, забираемая тепловым насосом из источника низкопотенциального тепла [Дж];
{\displaystyle Q_{consumer}} — теплота, полученная потребителем [Дж].
k- коэффициент полезного действия
Величина A показывает, какую работу необходимо совершить тепловому насосу для «перекачки» определённого объёма тепла. Эта величина зависит от разности уровня температур в испарителе и конденсаторе: то есть температура теплоносителя в «холодной части устройства» должна быть всегда ниже температуры источника низкопотенциального тепла, чтобы энергия от источника низкопотенциального тепла смогла произвольно перетечь к теплоносителю или рабочему телу (Второе начало термодинамики).
то есть COP = 2 означает, что тепловой насос переносит полезного тепла в два раза больше, чем затрачивает на свою работу.
Пример:
Тепловой насос потребляет Pтн = 1 кВт, COP = 3.0 — означает, что потребитель получает Pтн * COP = 1 * 3 = 3 кВт;
потребитель получает Pп = 3 кВт, COP = 3.0 — означает, что тепловой насос потребляет Pп / COP = 3 / 3 = 1 кВт
считаем, что КПД компрессора или процесса, его заменяющего, 100 %.
По этой причине тепловой насос должен использовать по возможности более ёмкий источник низкопотенциального тепла, не стремясь добиться его сильного охлаждения. В самом деле, при этом растёт эффективность теплового насоса, поскольку при слабом охлаждении источника тепла сохраняется возможность теплу самопроизвольно перетекать от источника низкопотенциального тепла к теплоносителю. По этой причине тепловые насосы делают так, чтобы запас теплоты (С*m*T, c — теплоёмкость, m — масса, T — температура) низкопотенциального источника тепла был бы как можно больше.
Например: газ (рабочее тело) отдаёт энергию «горячей» части теплонасоса (для этого газ сжимают), после чего охлаждают ниже источника низкопотенциального тепла (может быть использован дроссельный эффект (эффект Джоуля — Томсона)). Газ поступает в источник низкопотенциального тепла и нагревается от этого источника, затем цикл повторяется.
Проблема привязки теплового насоса к источнику низкопотенциального тепла, имеющего большой запас теплоты может быть решена введением в тепловой насос системы переноса тепла теплоносителем, который осуществляет перенос теплоты к рабочему телу. Таким посредником могут быть вещества со значительной теплоёмкостью, например вода.
Хорошо видно, чтобы построить эффективную машину, необходимо подобрать такое рабочее тело, чтобы для сжатия (для извлечения тепла из рабочего тела) компрессор использовал бы минимум энергии, и как можно ниже (резко возрастает возможное число источников) была бы температура рабочего тела при подводе его к источнику низкопотенциального тепла.

### Условный КПД тепловых насосов
КПД теплового насоса приводит многих в замешательство, так как если выполнить «очевидный расчёт», то он принципиально больше 1, однако работа теплового насоса на самом деле полностью подчиняется закону сохранения энергии. Ошибка в «очевидном расчёте» в том, что если считать сам тепловой насос «чёрным ящиком», то, действительно, устройство потребляет энергии меньше, чем производит тепла, что принципиально.
Однако, подобные расчёты просто неправильны и не учитывают источник энергии, кроме потребляемого электричества. Таким источником обычно является тёплый воздух или вода, нагретые Солнцем или геотермальными процессами. Электроэнергия в устройстве не тратится непосредственно на нагрев, а лишь на «концентрацию» энергии источника низкопотенциального тепла, как правило, обеспечивая энергией работу компрессора. Т.е., тепловой насос имеет два источника энергии — электричество и источник низкопотенциального тепла, а «очевидные расчёты» не учитывают второй источник, и ошибочно получаются значения больше единицы.
Пример:
Пусть тепловой насос потребляет из электрической сети 1 кВт и отдаёт потребителю 4 кВт, и забирает из низкопотенциального источника 5 кВт.
Расчёт типа Pпотребителя/Pсети = 4/1 = 4 — неправильный, так как не учитывает источник низкопотенциального тепла.
Правильный расчёт для КПД теплового насоса:
Pпотребителя /(Pсети + Pисточника) = 4 /(1 + 5) = 0.67
Как правило, оценить, сколько тепловой насос переносит тепла из источника низкопотенциального тепла, довольно затруднительно, что и приводит к ошибке.
Однако, если в расчёте учесть и источник низкопотенциального тепла, то КПД машины станет принципиально меньше единицы. Для избежания путаницы были введены коэффициенты: COP и степень термодинамического совершенства. COP показывает, во сколько раз тепловая энергия переданная потребителю превышает количество работы, необходимой для переноса тепла от низкопотенциального источника, а степень термодинамического совершенства показывает, насколько реальный тепловой цикл теплового насоса приближен к идеальному тепловому циклу.

### Выбор мощности воздушного теплового насоса
После учёта климатических условий, анализа системы распределения тепла в доме и определения температуры подачи в контурах, учёта возможного расположения основных блоков и вспомогательных модулей - производят расчёт теплопроизводительности теплового насоса. Тепловая мощность ТН должна быть достаточной, чтобы полностью перекрывать все теплопотери здания в самый холодный период года.
Все расчёты лучше доверить специалистам, однако для предварительной оценки мощности можно произвести и самостоятельный расчёт.
Сначала определяют тепловую нагрузку, необходимую для обеспечения дома отоплением и горячим водоснабжением.
Рот. = 0,050*200=10 кВт,
где  0,050 кВт / м2 - норма теплопотерь утеплённого дома;  200 – площадь дома.
Ргвс = 0,25*4=1 кВт,
где 0,25 – тепловая мощность для ГВС на 1 человека; 4 – количество проживающих в доме людей.
Робщ.=10+1=11 кВт
С учётом разницы температур и точки бивалентности, расчётное значение тепловой мощности ТН:
Ртн =(10+1)*(20-(-7))/(20-(-22))= 11*27/42=7,07 кВт,
где +20, -7, -22  - значения температуры воздуха в помещении, температуры точки бивалентности и наружной расчётной температуры.
Аналогично по подходящим теплопоступлениям определяют необходимую мощность ТН при работе на кондиционирование дома. Потом выбирают модель с ближайшими большими показателями.
От правильности и грамотности проведения расчётов зависит эффективность работы системы тепло/холодоснабжения.

## Типы тепловых насосов

Схема компрессионного теплового насоса.
1) конденсатор, 2) дроссель, 3) испаритель, 4) компрессор.

В зависимости от принципа работы тепловые насосы подразделяются на компрессионные и абсорбционные. Компрессионные тепловые насосы всегда приводятся в действие с помощью механической энергии (электроэнергии), в то время как абсорбционные тепловые насосы могут также использовать тепло в качестве источника энергии (с помощью электроэнергии или топлива).
 Также известны полупроводниковые тепловые насосы, использующие в своей работе эффект Пельтье. В зависимости от источника отбора тепла тепловые насосы подразделяются на :
1) Геотермальные (используют тепло земли, наземных либо подземных грунтовых вод)

а) замкнутого типа
- горизонтальныеГоризонтальный геотермальный тепловой насос

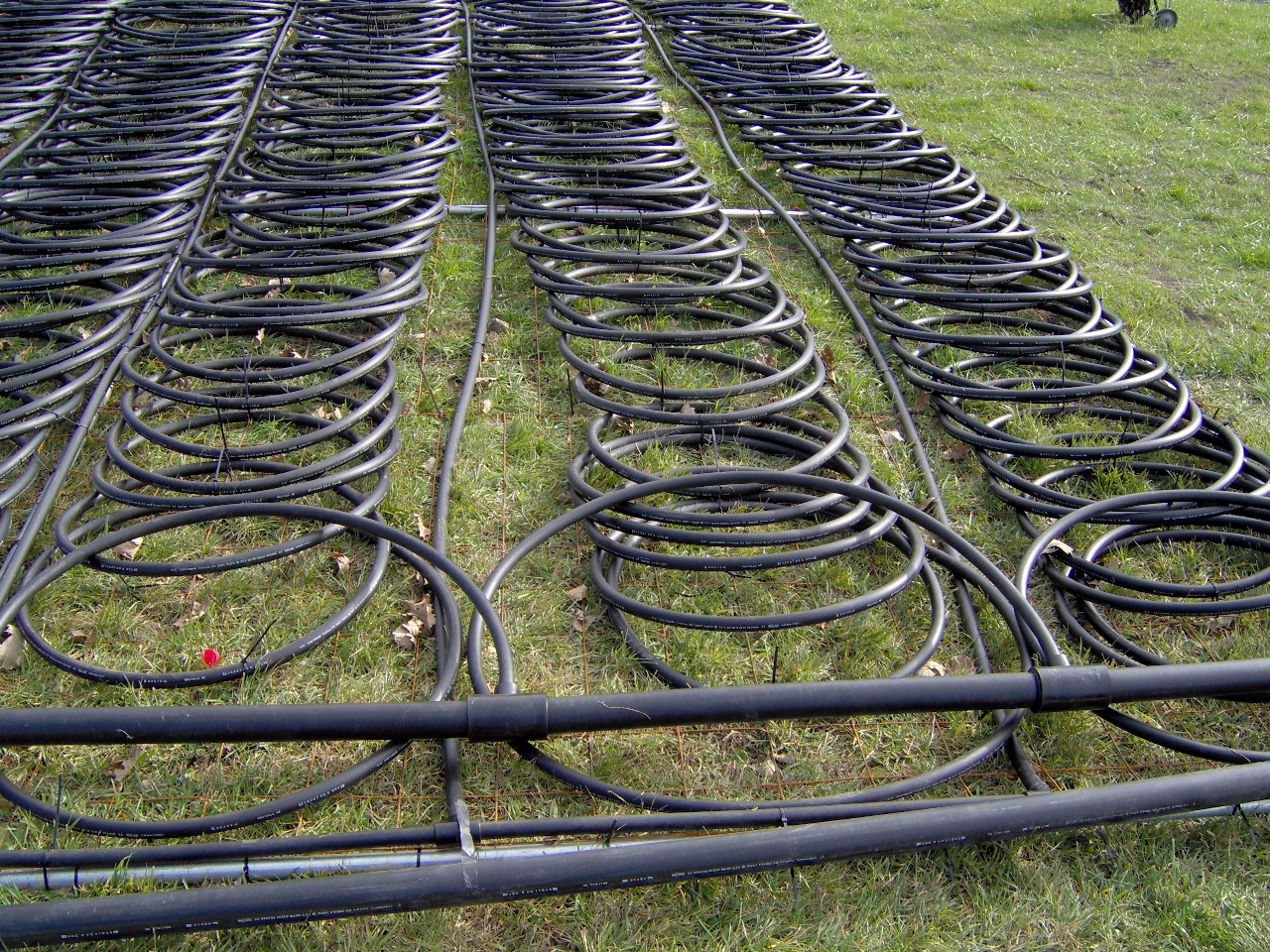
Горизонтальный геотермальный тепловой насос

Коллектор размещается кольцами или извилисто в горизонтальных траншеях ниже глубины промерзания грунта (обычно от 1,2 м и более). Такой способ является наиболее экономически эффективным для жилых объектов при условии отсутствия дефицита земельной площади под контур.
- вертикальные

Коллектор размещается вертикально в скважины глубиной до 200 м. Этот способ применяется в случаях, когда площадь земельного участка не позволяет разместить контур горизонтально или существует угроза повреждения ландшафта.
- водные

Коллектор размещается извилисто либо кольцами в водоёме (озере, пруду, реке) ниже глубины промерзания. Это наиболее дешёвый вариант, но есть требования по минимальной глубине и объёму воды в водоёме для конкретного региона.
- С непосредственным теплообменом (DX — сокр. от англ. direct exchange — «прямой обмен»)

В отличие от предыдущих типов, хладагент компрессором теплового насоса подаётся по медным трубкам, расположенным:
- Вертикально в скважинах длиной 30 м и диаметром 80 мм
- Под углом в скважинах длиной 15 м и диаметром 80 мм
- Горизонтально в грунте ниже глубины промерзания

Циркуляция хладагента компрессором теплового насоса и теплообмен фреона напрямую через стенку медной трубы с более высокими показателями теплопроводности обеспечивает высокую эффективность и надёжность геотермальной отопительной системы. Также использование такой технологии позволяет уменьшить общую длину бурения скважин, уменьшая таким образом стоимость установки
DX Direct Exchange Heatpump
б) открытого типа 
Подобная система использует в качестве теплообменной жидкости воду, циркулирующую непосредственно через систему геотермального теплового насоса в рамках открытого цикла, то есть вода после прохождения по системе возвращается в землю. Этот вариант возможно реализовать на практике лишь при наличии достаточного количества относительно чистой воды и при условии, что такой способ использования грунтовых вод не запрещён законодательством.
2) Воздушные (источником отбора тепла является воздух)
Используют в качестве источника низкопотенциальной тепловой энергии воздух. Причём источником теплоты может быть не только наружный (атмосферный) воздух, но и вытяжной вентиляционный воздух (общеобменной или местной) вентиляции зданий.
3) Использующие производное (вторичное) тепло (например, тепло трубопровода центрального отопления). Подобный вариант является наиболее целесообразным для промышленных объектов, где есть источники паразитного тепла, которое требует утилизации.

## Типы промышленных моделей

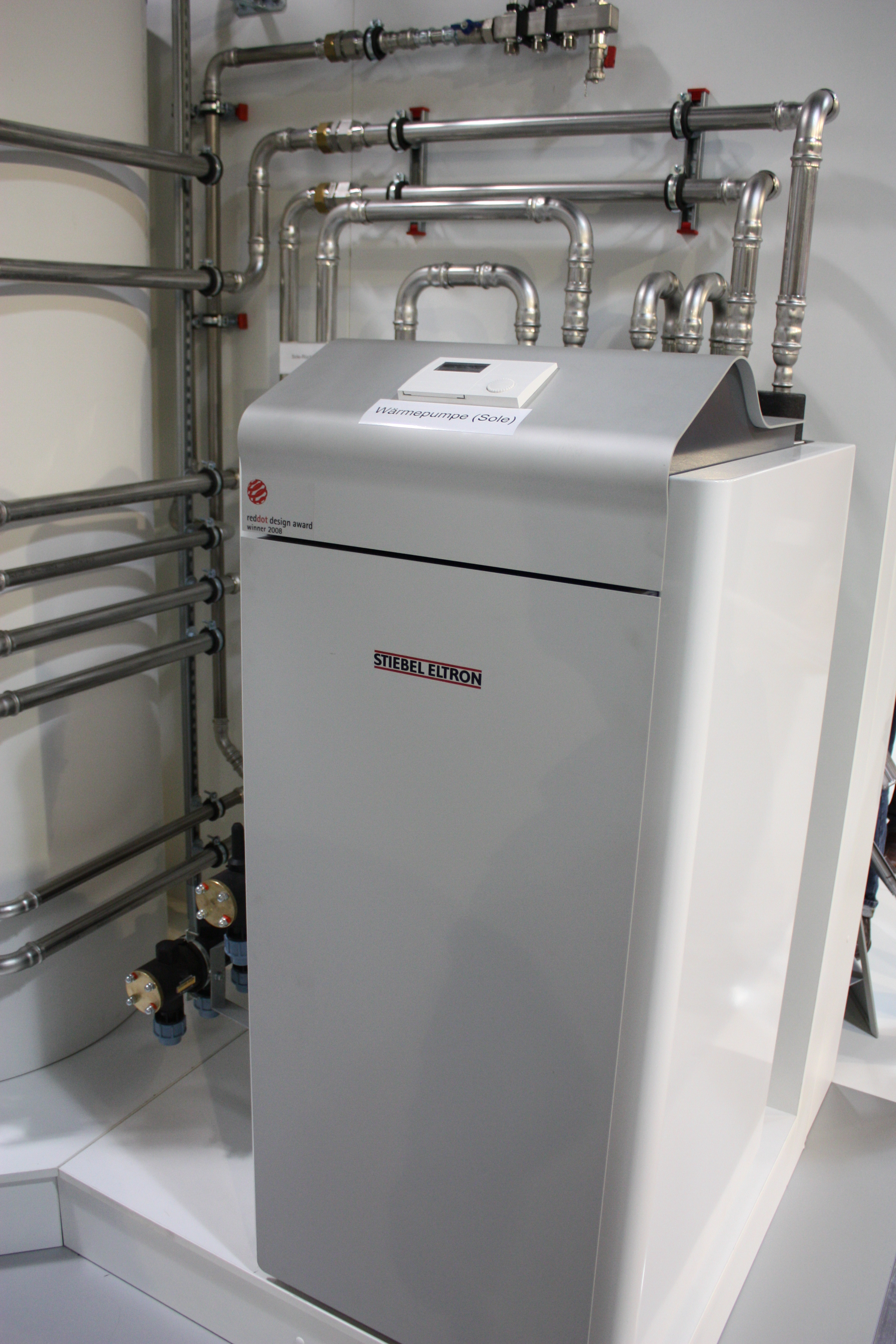
Тепловой насос «солевой раствор — вода»

По виду теплоносителя во входном и выходном контурах насосы делят на восемь типов: «грунт—вода», «вода—вода», «воздух—вода», «грунт—воздух», «вода—воздух», «воздух—воздух» «фреон—вода», «фреон—воздух».
Тепловые насосы могут использовать тепло выпускаемого из помещения воздуха, при этом подогревать приточный воздух — рекуператоры.

### Отбор тепла от воздуха
Эффективность и выбор определённого источника тепловой энергии сильно зависят от климатических условий, особенно, если источником отбора тепла является атмосферный воздух. По сути, этот тип более известен в виде кондиционера. В жарких странах таких устройств десятки миллионов. Для северных стран наиболее актуален обогрев зимой. Системы «воздух-воздух» и «воздух-вода» используются и зимой при температурах до минус 25 градусов, некоторые модели продолжают работать до −40 градусов. Но их эффективность невысока, порядка 1.5 раза, а за отопительный сезон в среднем около 2.2 раза по сравнению с электрическими нагревателями. При сильных морозах используется дополнительное отопление. Когда мощности основной системы отопления тепловыми насосами недостаточно, включаются дополнительные источники теплоснабжения. Такую систему называют бивалентной.

### Отбор тепла от горной породы
Скальная порода требует бурения скважины на достаточную глубину (100—200 метров) или нескольких таких скважин. В скважину опускается U-образный груз с двумя пластиковыми трубками, составляющими контур. Трубки заполняются антифризом. По экологическим соображениям это 30 % раствор этилового спирта. Скважина заполняется грунтовыми водами естественным путём, и вода проводит тепло от камня к теплоносителю. При недостаточной длине скважины или попытке получить от грунта сверхрасчётную мощность, эта вода и даже антифриз могут замёрзнуть что и ограничивает максимальную тепловую мощность таких систем. Именно температура возвращаемого антифриза и служит одним из показателей для схемы автоматики. Ориентировочно на 1 погонный метр скважины приходится 50-60 Вт тепловой мощности. Таким образом, для установки теплового насоса производительностью 10 кВт необходима скважина глубиной около 170 м. Нецелесообразно бурить глубже 200 метров, дешевле сделать несколько скважин меньшей глубины через 10 — 20 метров друг от друга. Даже для маленького дома в 110—120 кв.м. при небольшом энергопотреблении срок окупаемости 10 — 15 лет. Почти все имеющиеся на рынке установки работают и летом, при этом тепло (по сути солнечная энергия) отбирается из помещения и рассеивается в породе или грунтовых водах. В скандинавских странах со скальным грунтом гранит выполняет роль массивного радиатора, получающего тепло летом / днём и рассеивающего его обратно зимой/ночью. Также тепло постоянно приходит из недр Земли и от грунтовых вод.

### Отбор тепла от грунта
Самые эффективные, но и самые дорогие схемы предусматривают отбор тепла от грунта, температура которого не меняется в течение года уже на глубине нескольких метров, что делает установку практически независимой от погоды. По данным 2006 года в Швеции полмиллиона подобных установок, в Финляндии 50 000, в Норвегии устанавливалось в год до 70 000. При использовании в качестве источника тепла энергии грунта трубопровод, в котором циркулирует антифриз, зарывают в землю на 30-50 см ниже уровня промерзания грунта в данном регионе. На практике 0,7 — 1,2 метра. Минимальное рекомендуемое производителями расстояние между трубами коллектора — 1,2…1,5 метра. Здесь не требуется бурение, но требуются более обширные земельные работы на большой площади, и трубопровод более подвержен риску повреждения. Эффективность такая же, как при отборе тепла из скважины. Специальной подготовки почвы не требуется. Но желательно использовать участок с влажным грунтом, если же он сухой, контур надо сделать длиннее. Ориентировочное значение тепловой мощности, приходящейся на 1 м трубопровода: в глине — 50-60 Вт, в песке — 30-40 Вт для умеренных широт, на севере значения меньше. Таким образом, для установки теплового насоса производительностью 10 кВт необходим земляной контур длиной 350—450 м, для укладки которого потребуется участок земли площадью около 400 м² (20х20 м). При правильном расчёте контур мало влияет на зелёные насаждения.

### Спиральный коллектор

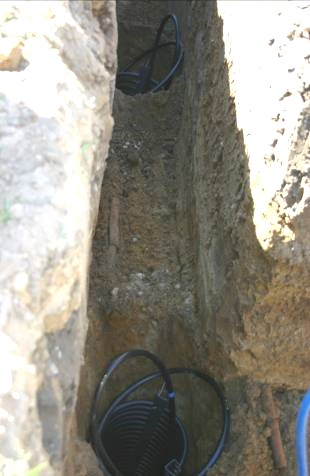
Спиральный коллектор высотой 2 метра. Изготовлен из трубы диаметром 25 мм. Расстояние между спиралями составляет 2 метра.

Спиральный коллектор является комбинацией между вертикальными скважинами и горизонтальным коллектором. Применяется там, где в силу геологических причин бурение очень дорогое (например, залегание гранитной плиты). Дороже чем вариант горизонтального коллектора, так как требует предварительного изготовления спиралей более тонкой трубы (обычно 25 мм) высотой от 2 до 3 метров. Также возникает необходимость сборных колодцев, так как из-за уменьшения диаметра увеличивается общая длина трубы в системе. 

### Разное

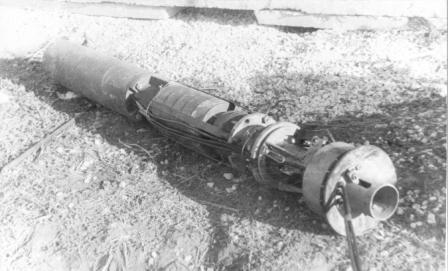
Устройство беструбного водоподъёма, соединённое с погружным скважинным электронасосом ЭЦВ10-63-110

В скважинах диаметром 218—324 мм можно существенно снизить необходимую глубину скважины до 50-70 м, увеличить отбор тепловой энергии минимум до 700 Вт на 1 пог. м. скважины и обеспечить стабильность круглогодичной эксплуатации позволяет применение активного контура первичного преобразователя теплового насоса, размещённого в стволе водозаборной скважины (применяется в скважинах имеющих погружной насос, с устройством беструбного водоподъёма, который создаёт проточность жидкости в стволе скважины, продувая током перекачиваемой жидкости теплообменный контур с хладагентом первичного преобразователя теплового насоса, увеличивая отбор тепла не только от прилегающего массива грунта, но и от перекачиваемой жидкости).

### Отбор тепла от водоёма
При использовании в качестве источника тепла близлежащего водоёма контур укладывается на дно. Глубина не менее 2 метров. Коэффициент преобразования энергии тепловым насосом такой же, как при отборе тепла от грунта. Ориентировочное значение тепловой мощности на 1 м трубопровода — 30 Вт. Таким образом, для установки теплового насоса производительностью 10 кВт необходимо уложить в озеро контур длиной 300 м. Чтобы трубопровод не всплывал, на 1 пог. м устанавливается около 5 кг груза. Промышленные образцы: 70 — 80 кВт*ч/м в год.
Если тепла из внешнего контура всё же недостаточно для отопления в сильные морозы, практикуется эксплуатация насоса в паре с дополнительным генератором тепла (в таких случаях говорят об использовании бивалентной схемы отопления). Когда уличная температура опускается ниже расчётного уровня (температуры бивалентности), в работу включается второй генератор тепла — чаще всего небольшой электронагреватель.

## Преимущества и недостатки
К преимуществам тепловых насосов в первую очередь следует отнести экономичность: для передачи в систему отопления 1 кВт·ч тепловой энергии установке необходимо затратить всего 0,2-0,35 кВт·ч электроэнергии. Так как преобразование тепловой энергии в электрическую на крупных электростанциях происходит с КПД до 50 %, эффективность использования топлива при применении тепловых насосов повышается — тригенерация. Упрощаются требования к системам вентиляции помещений и повышается уровень пожарной безопасности. Все системы функционируют с использованием замкнутых контуров и практически не требуют эксплуатационных затрат, кроме стоимости электроэнергии, необходимой для работы оборудования.
Ещё одним преимуществом тепловых насосов является возможность переключения с режима отопления зимой на режим кондиционирования летом: просто вместо радиаторов к внешнему коллектору подключаются фэн-койлы или системы «холодный потолок».
Тепловой насос надёжен, его работой управляет автоматика. В процессе эксплуатации система не нуждается в специальном обслуживании, возможные манипуляции не требуют особых навыков и описаны в инструкции.
Важной особенностью системы является её сугубо индивидуальный характер для каждого потребителя, который заключается в оптимальном выборе стабильного источника низкопотенциальной энергии, расчёте коэффициента преобразования, окупаемости и прочего.
Теплонасос компактен (его модуль по размерам не превышает обычный холодильник) и практически бесшумен.
Хотя идея, высказанная лордом Кельвином в 1852 году, была реализована уже спустя четыре года, практическое применение теплонасосы получили только в 1930-х годах. К 2012 году в Японии эксплуатируется более 3,5 миллионов установок, в Швеции около 500 000 домов обогревается тепловыми насосами различных типов.
К недостаткам геотермальных тепловых насосов, используемых для отопления, следует отнести большую стоимость установленного оборудования, необходимость сложного и дорогого монтажа внешних подземных или подводных теплообменных контуров. Недостатком воздушных тепловых насосов является более низкий коэффициент преобразования тепла, связанный с низкой температурой кипения хладагента во внешнем «воздушном» испарителе. Общим недостатком тепловых насосов является сравнительно низкая температура нагреваемой воды, в большинстве не более +50 °С - +60 °С, причём, чем выше температура нагреваемой воды, тем меньше эффективность и надёжность теплового насоса.

## Перспективы
Для установки теплового насоса необходимы первоначальные затраты: стоимость насоса и монтажа системы составляет 300—1200 долларов на 1 кВт необходимой мощности отопления. Время окупаемости теплонасосов составляет 4—9 лет, при сроке службы 15—20 лет до капитального ремонта.
Существует и альтернативный взгляд на экономическую целесообразность установки теплонасосов. Так, если установка теплонасоса производится на средства, взятые в кредит, экономия от использования теплонасоса может быть меньше, чем стоимость использования кредита. Поэтому массовое использования теплонасосов в частном секторе можно ожидать, если стоимость теплонасосного оборудования будет сопоставима с затратами на установку газового отопления и подключения к газовой сети.
Ещё более многообещающей является система, комбинирующая в единую систему теплоснабжения геотермальный источник и тепловой насос. При этом геотермальный источник может быть как естественного (выход геотермальных вод), так и искусственного происхождения (скважина с закачкой холодной воды в глубокий слой и выходом на поверхность нагретой воды).
Другим возможным применением теплового насоса может стать его комбинирование с существующими системами централизованного теплоснабжения. К потребителю в этом случае может подаваться относительно холодная вода, тепло которой преобразуется тепловым насосом в тепло с потенциалом, достаточным для отопления. Но при этом вследствие меньшей температуры теплоносителя потери на пути к потребителю (пропорциональные разности температуры теплоносителя и окружающей среды) могут быть значительно уменьшены. Также будет уменьшен износ труб центрального отопления, поскольку холодная вода обладает меньшей коррозионной активностью, чем горячая.

### Ограничения применимости тепловых насосов
Основным недостатком теплового насоса является обратная зависимость его эффективности от разницы температур между источником теплоты и потребителем. Это накладывает определённые ограничения на использование систем типа «воздух — вода». Реальные значения эффективности современных тепловых насосов составляют порядка COP=2.0 при температуре источника −20 °C, и порядка COP=4.0 при температуре источника +7 °C. Это приводит к тому, что для обеспечения заданного температурного режима потребителя при низких температурах воздуха необходимо использовать оборудование со значительной избыточной мощностью, что сопряжено с нерациональным использованием капиталовложений (впрочем, это касается и любых других источников тепловой энергии). Решением этой проблемы является применение так называемой бивалентной схемы отопления, при которой основную (базовую) нагрузку несёт тепловой насос, а пиковые нагрузки покрываются вспомогательным источником (газовый или электрокотёл). Оптимальная мощность теплонасосной установки составляет 60…70 % от необходимой установленной мощности, что также влияет на закупочную стоимость установки отопления тепловым насосом. В этом случае тепловой насос обеспечивает не менее 95 % потребности потребителя в тепловой энергии за весь отопительный сезон. При такой схеме среднесезонный коэффициент преобразования энергии для климатических условий Центральной Европы равен порядка COP=3. Коэффициент использования первичного топлива для такой системы легко определить, исходя из того, что КПД тепловых электростанций составляет от 40 % (тепловые электростанции конденсационного типа) до 55 % (парогазовые электростанции). Соответственно, для рассматриваемой теплонасосной установки коэффициент использования первичного топлива лежит в пределах 120 %…165 %, что в 2…3 раза выше, чем соответствующие эксплуатационные характеристики газовых котлов (65 %) или систем центрального отопления (50…60 %). Понятно, что системы, использующие геотермальный источник теплоты или теплоту грунтовых вод, свободны от этого недостатка. С ростом степени сжатия компрессором растёт температура нагнетания, что ограничивает температуру конденсации. Ограничение в степени сжатия компрессора и понижение его КПД с ростом степени сжатия приводит к необходимости использования низкотемпературных систем отопления (системы поверхностного нагрева типа «тёплый пол», тёплая стена, тёплый плинтус, воздушные системы отопления с применением фен-койлов и т. п.). Это ограничение касается только высокотемпературных радиаторных систем отопления. С развитием холодильных компрессоров появились компрессоры позволяющие достигать высоких температур конденсации при использовании впрыска пара и жидкого фреона (хладона) в процессе сжатия, что позволяет повысить степень сжатия и уменьшить перегрев компрессора.
Выход из создавшейся ситуации, возможен применением водокольцевого компрессора высокого давления, где в процессе сжатия атмосферного воздуха происходит мгновенное поглощение тепла водой, при этом достигается двойная выгода: горячая вода+сжатый воздух, позволяющий получить электроэнергию как на ГПА так и на ГТУ.
Технически, работоспособность теплового насоса при низких температурах определяется разницей температуры внутри испарителя и снаружи. Если снаружи температура -30 °C, а внутри испарителя -40 °C, то количество поглощаемой хладагентом тепловой энергии будет невысоким. Однако, если температура в испарителе будет -100 °C, то эффективность поглощения значительно возрастёт. Но это потребует соответствующей технической реализации, что не всегда возможно с силу свойств промышленных хладагентов, либо же оказывается слишком дорого. В любом случае, по сравнению с обычным бытовым кондиционером, работающим в режиме "охлаждение", конструкция двунаправленного теплового насоса более дорогостоящая и массивная, т.к. требуется более массивный испаритель, более производительный компрессор, система зимнего обогрева дренажа и т.д. Также у тепловых насосов более высокие требования к материалам и конструкции, т.к. элементы постоянно работают в знакопеременных режимах (нагрев - охлаждение).